# Бутия (Риу-Гранди-ду-Сул)
Бутия (порт. Butiá) — муниципалитет в Бразилии, входит в штат Риу-Гранди-ду-Сул. Составная часть мезорегиона Агломерация Порту-Алегри. Входит в экономико-статистический микрорегион Сан-Жерониму. Население составляет 19 945 человек на 2007 год. Занимает площадь 768,889 км². Плотность населения — 28,0 чел./км².

## История
Город основан 9 октября 1963 года.

## Статистика
- Валовой внутренний продукт на 2003 год составляет 116 169 695,00 реалов (данные: Бразильский институт географии и статистики).
- Валовой внутренний продукт на душу населения на 2003 год составляет 5539,80 реала (данные: Бразильский институт географии и статистики).
- Индекс развития человеческого потенциала на 2000 год составляет 0,755 (данные: Программа развития ООН).